# Inca Urco
Inca Urco (seconda metà XIV secolo – Inizio XV secolo) è stato un principe inca.

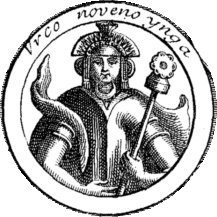
Inca Urco
raffigurato in un medaglione

Con questo nome viene identificato uno dei figli di Viracocha Inca, l'ottavo sovrano del Tahuantinsuyo, ovvero del regno degli Inca secondo la terminologia quechua.

## Genealogia
Il principe Urco non aveva diritto alla successione al regno in quanto era figlio di Curi Culpa, una moglie secondaria del sovrano, nativa del ayllu di Ayauilla. Costei definita addirittura come concubina da alcuni cronisti spagnoli come Pedro Sarmiento de Gamboa, non apparteneva in ogni caso all'elite del Cuzco e i suoi figli, di regola, avrebbero dovuto essere esclusi dalla competizione per la scelta del successore di Viracocha.
Il sovrano, però, per l'affetto che provava per Curi Cullpa, aveva disposto altrimenti e aveva insignito del titolo di principe ereditario proprio Inca Urco a scapito degli altri figli che aveva avuto dalla consorte ufficiale, la Coya Mama Runto.
La scelta del Qhapaq Inca non aveva incontrato il favore dei suoi sudditi per vari motivi.
In primo luogo si trattava di un sovvertimento delle usanze inca in quanto ben quattro figli legittimi potevano aspirare alla carica di successore designato. Non vi era un obbligo assoluto di privilegiare i figli della Coya e un futuro inca poteva essere eletto anche tra i figli di una moglie secondaria, ma di solito questo avveniva soltanto quando i figli legittimi dimostravano di non possedere le qualità necessarie. Dal momento che i figli di Mama Runtu, i principi Inca Roca, Topa Yupanqui, Cusi Yupanqui e Capac Yupanqui erano assai stimati tra la nobiltà inca, era difficile comprendere perché non fosse stato scelto uno di loro.

## Personalità
Inca Urco, dal canto suo, non aveva fatto nulla per ingraziarsi i suoi futuri sudditi. Poco portato all'uso delle armi aveva finito per alienarsi le simpatie dell'esercito che si vedeva trascurato se non addirittura osteggiato.
Il suo comportamento da co-reggente era poi particolarmente inviso alla popolazione del Cuzco. Pedro Cieza de León ci ha lasciato un ritratto di questo principe assai poco edificante. Secondo il cronista soldato, Urco era vizioso e dedito ad ogni forma di lussuria. Incurante del rispetto per la sua consorte ufficiale si intratteneva con donne di bassa estrazione e con giovani fanciulle arrivando perfino a corrompere delle sacerdotesse. Aveva un comportamento scandaloso e non era raro incontrarlo ubriaco per le vie della città o di vederlo orinare in pubblico incurante della decenza. Offendeva anche i nobili di condizione più elevata facendo pesanti allusioni alla virtù delle loro mogli ed aveva un'unica dote: una eccessiva liberalità che però sconfinava nell'ostentazione.
Molti dei più autorevoli personaggi della corte reale avevano cercato di far ricredere Viracocha dalla sua scelta sconsiderata, ma il sovrano, sempre più infatuato di Curi Culpa aveva ostinatamente confermato le sue disposizioni.

## I Chanca
Urco avrebbe, molto probabilmente, finito per regnare se un avvenimento estraneo alla politica degli Inca non avesse disposto altrimenti. Avvenne che i Chanca, una potente etnia che signoreggiava nel Nord Est delle Ande, venne in conflitto con i signori del Cuzco e invase i confini del regno giungendo a minacciare la stessa capitale.
Di fronte alla minaccia incombente Viracocha dimostrò di aver perso quella baldanza che aveva fatto di lui un grande sovrano e suo figlio Urco, che avrebbe dovuto rilevare il comando, rivelò appieno la sua natura imbelle e meschina. Padre e figlio non seppero fare altro che smobilitare la loro Corte e lasciare indifesa la città trincerandosi in una fortezza in montagna. Nel contempo posero in atto una serie di iniziative per concordare una sorta di resa con i nemici in arrivo.
Gli Inca erano però di diverso avviso e furono lieti di seguire uno dei figli legittimi del sovrano in fuga, il principe Cusi Yupanqui che si rifiutò di abbandonare la patria dei suoi avi senza combattere. Inaspettatamente Cusi risultò vincitore e ricacciò i Chanca lontano dal Cuzco, vincendoli successivamente in una battaglia definitiva.

## Fine di Inca Urco
Il vincitore si attendeva il riconoscimento del sovrano, ma Viracocha, malgrado la strepitosa vittoria, si ostinò a confermare Inca Urco quale suo successore, provocando il risentimento di tutti i suoi sudditi che si raggrupparono intorno al principe Cusi, divenuto, di fatto, monarca a furor di popolo.
Viracocha, ostentando un atteggiamento sdegnato, rimase con la sua piccola Corte nella fortezza in cui aveva trovato rifugio, mentre nel Cuzco suo figlio Cusi, assunto il nome di Pachacútec, si dedicò alla ricostruzione della città.
Urco si era schierato, ovviamente, col padre, ma non desistette per questo dalle sue trame per la riconquista del potere e tese dapprima un agguato al fratellastro senza però alcun esito. Ancora più esacerbato per l'insuccesso prese a tramare un'altra congiura e, con i pochi fedeli che gli erano rimasti, si recò nella valle di Yucay, nei pressi del Cuzco, con la speranza di trovare proseliti. Avvertito della sua presenza, Pachacutec e suo fratello Inca Roca accorsero con una piccola schiera e si accese una mischia accanita.
Urco venne colpito alla gola con una pietra da Inca Roca e cadde in un ruscello. Trascinato dalla corrente riuscì a prendere terra più a valle, ma sfortuna volle per lui che alcuni soldati lo sorpresero mentre stava uscendo dall'acqua e lo finirono.
Viracocha lo pianse lungamente, ma passati alcuni anni si arrese all'ineluttabile e incoronò lui stesso Pachacutec cedendogli lo scettro e le insegne del comando. Volle però che la sua panaca, ossia la famiglia della sua discendenza venisse diretta da un altro figlio di Curi Culpa di nome Socso e questo è infatti il titolo della panaca di questo sovrano che è ricordata come Socso panaca.

## Sovrano o Co-reggente?
Tra gli storici moderni è in atto una controversia per determinare se Inca Urco è stato solo un erede designato o abbia effettivamente esercitato le funzioni di sovrano anche se pur in concomitanza con il padre Viracocha.
In effetti le prerogative possedute da Inca Urco, fino all'arrivo dei Chanca, furono quelle proprie di un sovrano, ma probabilmente erano dovute solo all'atteggiamento di Viracocha che si estraniava dal comando cedendo volentieri ogni incombenza al figlio prediletto. In questo contesto il suo potere, anche se di fatto era illimitato non gli derivava da uno status di Qhapaq Inca con tutta la sacralità che tale titolo avrebbe comportato. È pertanto più logico considerare Inca Urco come un co-reggente in attesa di ricevere il titolo di sovrano, una condizione questa che ebbe ampia diffusione nelle istituzioni incaiche.

### Scrittori spagnoli dell'epoca
- Betanzos (Juan Diez de) Suma y narración de los Incas (1551) In ATLAS Madrid 1987
- Cabello Balboa (Miguel), Historia del Perù bajo la dominación de los Incas (1576 -1586), in COL. LIBR. DOC. HIST. PERU (2ª serie tomo II Lima 1920).
- Cieza de Leon (Pedro de), Segunda parte de la crónica del Peru (1551), in COL. CRONICA DE AMERICA (Dastin V. 6°. Madrid 2000).
- Cobo (Bernabé), Historia del Nuevo Mundo (1653), in BIBL. AUT. ESP. Tomi XCI, XCII, Madrid 1956.
- Garcilaso (Inca de la Vega), Commentarios reales (1609), Rusconi, Milano 1977.
- INFORMACIONES, Declaración de los quipocamayos, in COL. LIBR. DOC. HIST. PERU (2ª serie, tomo III, Lima 1921).
- INFORMACIONES, Relación del origen e gobierno que los Ingas tuvieron, in COL. LIBR. DOC. HIST. PERU (2ª serie, tomo III, Lima 1921).
- INFORMACIONES, Informaciones acerca del señorio y gobierno de los Ingas, in COL. LIBR. DOC. HIST. PERU (2ª serie, tomo III, Lima 1921).
- Murúa (Fray Martín de), Historia general del Peru (1613), in COLL. CRONICA DE AMERICA Dastin V. 20°. Madrid 2001).
- Poma de Ayala (Felipe Guaman), Nueva coronica y buen gobierno (1584 - 1614), in COL. CRONICA DE AMERICA (Historia 16.  V. 29°, 29b, 29c. Madrid 1987).
- Santa Cruz Pachacuti (Juan Yamqui Salcamaygua),	Relación de anteguedades de este reino del Peru (1613), in BIBL. AUT. ESP. (tomo CCIX, Madrid 1968).
- Sarmiento de Gamboa (Pedro), Segunda parte de la historia general llamada indica (1572), in BIBL. AUT. ESP. (tomo CXXXV, Madrid 1960).
- Zárate (Agustin de) Historia del descubrimiento y conquista de la provincia del Peru (1555) In BIBL. AUT. ESP. (tomo XXVI, Madrid 1947)

### Opere moderne
- W. Espinosa Soriano, Los Incas, Lima, 1997.
- L. Guzman Palomino, Los Incas - Hurin contra Hanan, Lima, 1977.
- Franklin Pease G.Y. 
  - Los ultimos Incas del Cuzco, Madrid, 1991.
  - Los Incas, Lima, 2003.
- Liliana Regalado de Hurtado, Sucesion incaica, Lima, 1996.
- Maria Rostworowski 
  - Historia del Tahuantinsuyo, Lima, 1999.
  - Pachacutec, Lima, 2001.
- Marius S. Ziolkowski, La guerra de los Wawqui, Quito, 1996.
- R.T. Zuidema, Etnologia e storia. Cuzco e le strutture dell'impero inca, Torino, 1971.